# Dia Internacional de Sensibilização sobre Minas e Assistência à Desminagem
O Dia Internacional de Sensibilização sobre Minas e Assistência à Desminagem é um dia internacional de conscientização sobre minas celebrado anualmente em 4 de abril desde 2006, estabelecido pela Assembleia Geral das Nações Unidas em 8 de dezembro de 2005.

## Proclamação
O Dia Internacional de Conscientização sobre Minas e Assistência à Desminagem é uma resposta à crescente preocupação internacional com o impacto devastador das minas terrestres e dos explosivos remanescentes de guerra sobre as comunidades afetadas por conflitos. Reconhecendo a necessidade de abordar essa questão, a Assembleia Geral das Nações Unidas, em sua resolução de 8 de dezembro de 2005, estabeleceu esse dia visando aumentar a conscientização sobre os riscos das minas antipessoais e promover iniciativas que contribuam para sua erradicação. Essa decisão reflete o compromisso global de proteger os civis e de avançar em direção a um mundo livre da ameaça das minas.

## Celebração
Esse dia ocorre todo dia 4 de abril, escolhido para maximizar a conscientização pública e o compromisso da comunidade internacional com a luta contra as minas terrestres e outros artefatos explosivos. Desde sua primeira comemoração em 2006, tornou-se uma plataforma para a divulgação de informações sobre os perigos desses dispositivos, destacando os esforços globais e locais para sua remoção e reiterando o apelo à ação para a remoção de áreas contaminadas. As atividades comemorativas incluem campanhas educativas, eventos de conscientização e atos de solidariedade com as vítimas de minas terrestres, tudo em um esforço para acelerar o progresso em direção à sua total erradicação.

## UNMAS
O UNMAS (Serviço de Ação Antiminas das Nações Unidas) é um serviço especializado da ONU, localizado no Departamento de Operações de Paz das Nações Unidas, que desempenha um papel fundamental na luta contra minas antipessoais e resíduos explosivos de guerra em todo o mundo.

## TEMAS
- 2011: As vítimas de minas terrestres são parte integrante da sociedade[5]
- 2012: Empreste sua perna[6]
- 2014: Mulheres na ação contra minas[7]
- 2015: Mais do que minas[8]
- 2016: Ação contra minas é ação humanitária[9]
- 2017: Orientada pelas necessidades. Centrada nas pessoas[10]
- 2018: Promoção da proteção, paz e desenvolvimento[11]
- 2019: Terreno seguro — Lar seguro[12][13]
- 2020: Juntos pela Ação contra Minas[14][15]
- 2021: Perseverança, parceria e progresso[16][17]
- 2022: Terra segura, passos seguros, lar seguro[18][19]
- 2023: A ação contra minas não pode esperar[20][21]
- 2024: Significância e citações[22]